# Mezdraja
Mezdraja (cyr. Мездраја) – wieś w Serbii, w okręgu pczyńskim, w gminie Trgovište. W 2011 roku liczyła 15 mieszkańców.